# Iunkiur
Iunkiur (en rus: Юнкюр) és un poble de la república de Sakhà, a Rússia, que en el cens del 2010 tenia 583 habitants, pertany al districte de Batagai.